# Ophiodes enso
Ophiodes enso — вид веретільницеподібних ящірок родини Diploglossidae. Ендемік Бразилії. Описаний у 2017 році.

## Поширення і екологія
Ophiodes enso відомі з типової місцевості, розташованої на узбережжі озера-лагуни Патус в муніципалітеті Пелотас в бразильському штаті Ріу-Гранді-ду-Сул на півдні країни.